# 동학농민혁명기념공원
동학농민혁명기념공원(東學農民革命記念公園)은 대한민국 전북특별자치도 정읍시에 위치한 기념공원으로, 동학농민혁명에 관련된 무기, 생활용품, 기록물 등을 전시 및 보존하고 있다. 문화체육관광부와 동학농민혁명기념재단이 동학농민혁명을 기념하기 위해 국가사적 295호인 황토현 전적지 일원에 총 면적 30만1329㎡에 사업비 370억원이 투입하여 설립했다.